# 伯尼亞鄉
44°52′49″N 22°02′41″E / 44.88028°N 22.04472°E
伯尼亞鄉（羅馬尼亞語：Comuna Bănia, Caraș-Severin），是羅馬尼亞的鄉份，位於該國西南部，由卡拉什-塞維林縣負責管轄，面積208平方公里，海拔高度361米，2007年人口2,046，人口密度每平方公里10人。